# خمیس عجمانی
خمیس عجمانی (انگلیسی: Khamis Al-Ajmani؛ زادهٔ ۴ مارس ۱۹۸۲) بازیکن فوتبال اهل امارات متحده عربی است.